# سيكويا عملاقة

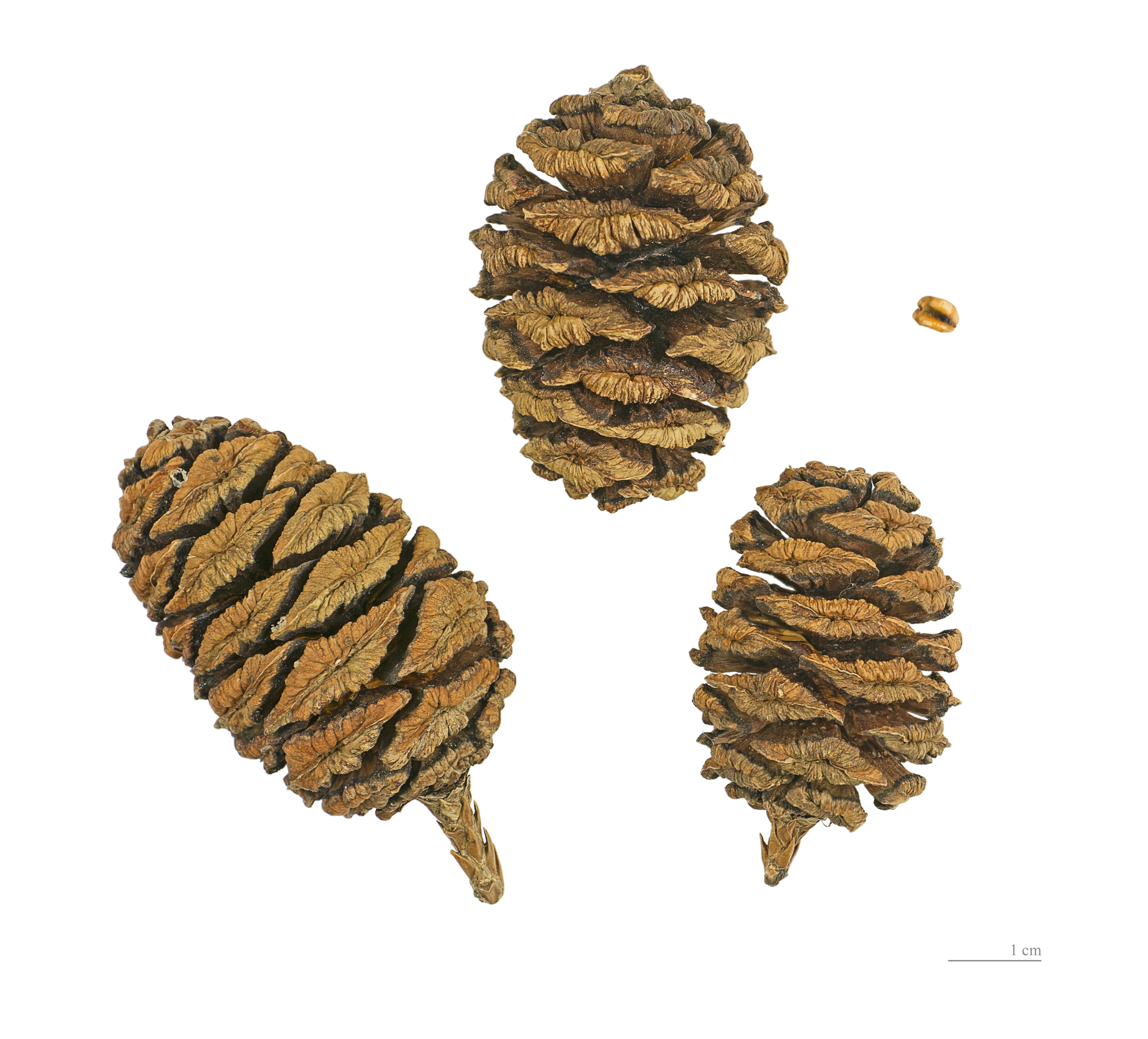
Sequoiadendron giganteum

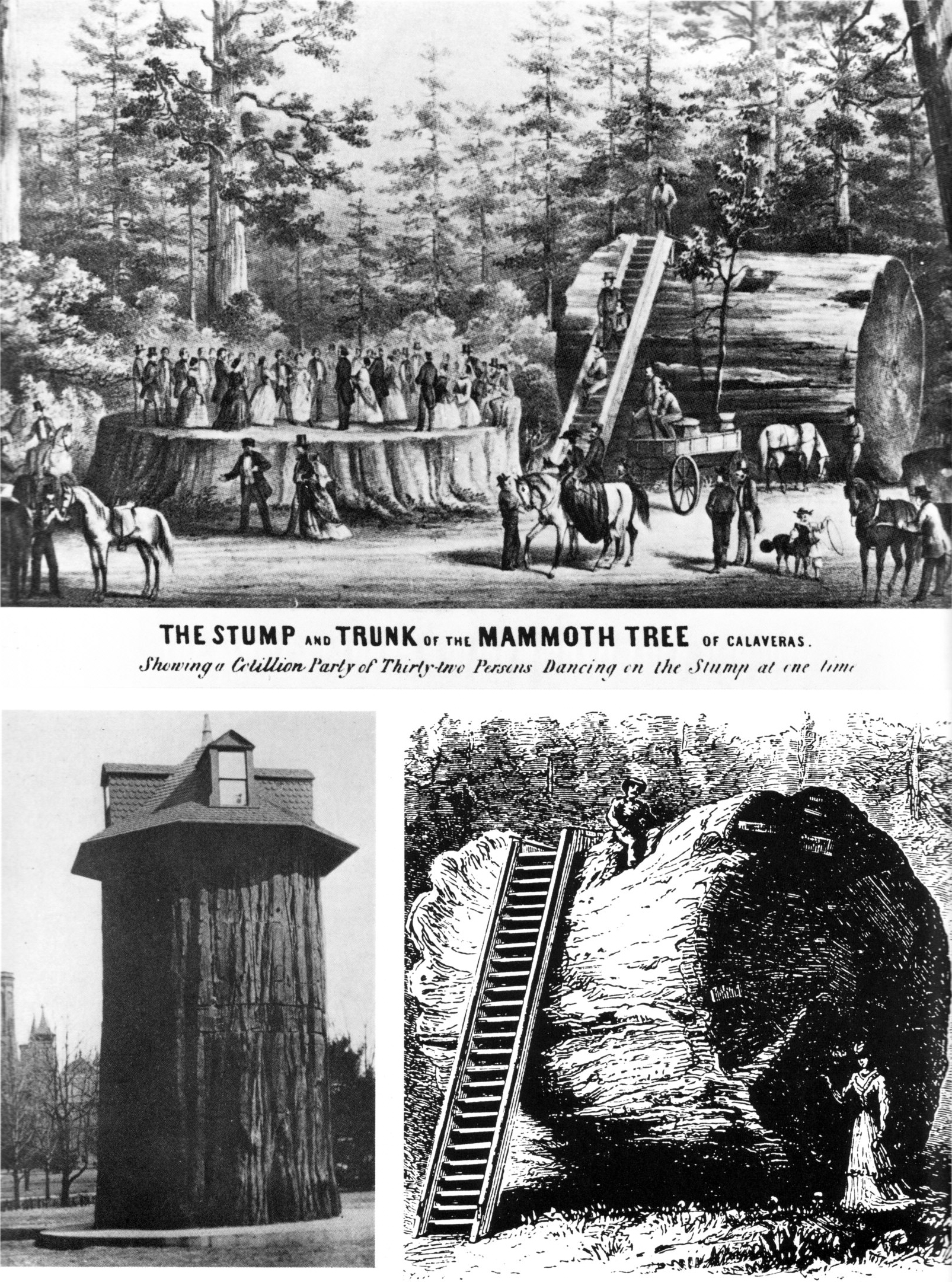
بعد اكتشاف إحدى تلك الأشجار العملاقة تم تقطيع شرائح ضخمة منها لعرضها في أماكن مختلفة.

السكويا العِمْلاقَة أو السَّكُوْيَة العِمْلاقَة ، (الاسم العلمي: Sequoiadendron giganteum) شجر الماموث أو شجر كاليفورنيا الأحمر نبات من الفصيلة السروية. هي أكبر الأشجار في العالم من حيث الحجم الإجمالي وتعتبر أضخم الكائنات الحية في العالم وأطول الأشجار عمرًا، حيث يزيد ارتفاع بعضها عن 88م، ويقدر قطر بعضها بأكثر من تسعة أمتار وتبلغ أقدم السكويات حوالي 3,500 سنة. يقتصر توزع السيكويا العملاقة على منطقة محدودة في غرب سييرا نيفادا بكاليفورنيا.

## جغرافيا
كانت شجرة السّكويا العملاقة في يوم ما موزعة على معظم نصف الكرة الأرضية الشمالي. أما الآن، فتنمو في حوالي 70 حديقة شجرية فقط، على الجبال المطلة على ساحل المحيط الهادئ من منتصف ولاية كاليفورنيا حتى جنوب ولاية أوريغون. وتزدهر الأشجار هناك، حيث يكون المناخ دافئًا نسبيًا ورطبًا.

## نمو
يتراوح سُمك قلف أشجار السّكويا العلوية ما بين 15 و30 سم، ويتميز بأخاديد عميقة، يتراوح لونها بين البني المحمر والبني القرفي. أما لون الخشب، فأحمر صاف فاتح، وعندما يتعرض الخشب للعوامل الجوية، يتحول إلى الأحمر الداكن. ويمتاز خشبها الخام بالمتانة والقيمة. ويمكن للشجرة الواحدة أن تعطي كمية، قد تصل إلى 1,130 متر3 من الخشب الخام.
شجرة السكويا العملاقة شجرة دائمة الخضرة، تتميز بأوراق إبرية صغيرة تشبه الحراشف. ويكون وضع الأوراق موازيًا تقريبًا للغصن فيما عدا القمة التي تعتبر حادة وبارزة.
والمخروط خشبي بيضي الشكل، وينمو بطول حوالي 5-8 سنتيمتر. ويحتوي كل مخروط على العديد من البذور الصغيرة التي تأخذ عدة سنين لكي تنضج. ويبلغ متوسط طول البذور للشجرة العملاقة 6 ملم فقط.
وأشجار السكويا العملاقة من الأشجار المتحملة جدًا ولم يعرف عنها أنها ماتت من كبر أو مرض أو هجمات الحشرات. وعلى أية حال، فقد حطَّم البرق قمم معظم الأشجار الضخمة من السكويا.